# جوليا فارنيزي

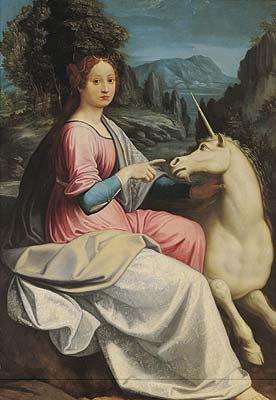
فتاة مع يونيكورن بقلم لوكا لونغي، 1535-1540 يُعتقد أن هذه الصورة لجوليا فارنيزي

جوليا فارنيزي (بالإيطالية: Giulia Farnese)‏ ‏(1474 - 23 مارس 1524) كانت عشيقة إسكندر السادس وأخت البابا بولس الثالث. كانت تعرف باسم جوليا لا بيلا، وتعني «جوليا الجميلة» بالإيطالية.
وصفها لورنزو بوتشي بأنها «أجمل ما يمكن رؤيته». وصفها تشيزري بورجا، ابن إسكندر السادس، بأنها «غامضة، وذات عينين سوداوين، ووجهٍ مستدير وجمال بارز».

## سيرتها الشخصية

### العائلة
ولدت جوليا فارنيز في لاتيوم، إيطاليا. كان والداها بيير لويجي فارنيزي، حاكم دي مونتالتو (1435-1487)، وزوجته جيوفانا كايتاني. كان البابا بونيفاس الثامن (1294-1303) أحد الأعضاء الأوائل لهذه الأسرة الحاكمة. كان لديها أربعة أشقاء. كان شقيقها الأكبر، أليساندرو، كاتب عدل شرع في مهنة كنسية. أصبح شقيقها الثاني، بارتولوميو، لورد مونتالتو في مكان أليساندرو، وتزوج من إيولاندا مونالديشي، وأنجب منها. وكان شقيقها الثالث يدعى أنجيلو، وهو لورد نبيل وقد تزوج من ليلا أورسيني التي أنجبت له فتاة. وكانت لديها أخت رابعة اسمها جيرولاما.

### الزواج والعلاقة مع إسكندر السادس

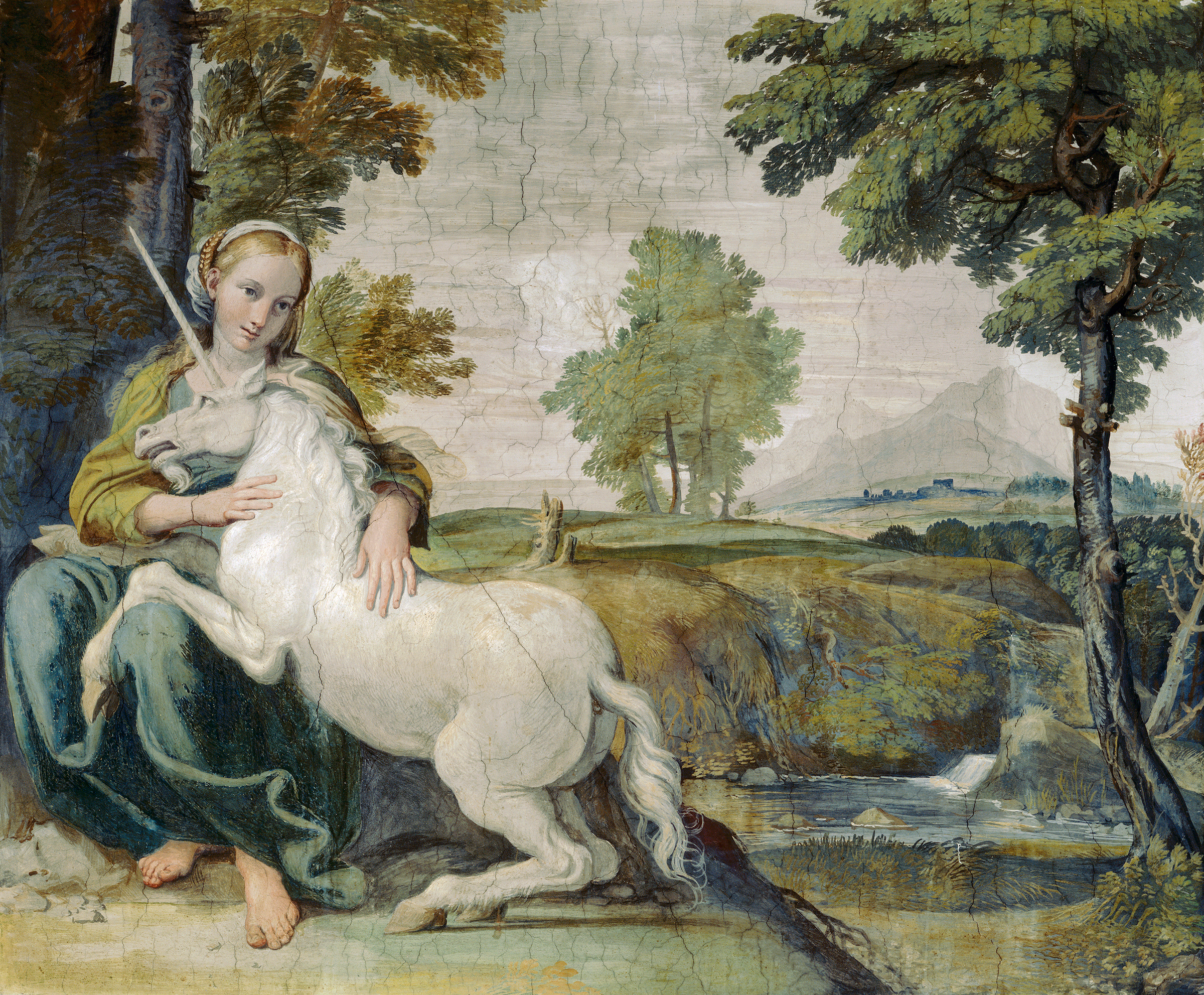
جوليا فارنيزي - سيدة شابة أحادي القرن، بقلم دومنيكينو، 1602، قصر فارنيزي

في 21 مايو 1489، تزوجت جوليا من أورسينو أورسيني في روما (وُقِعَ عقد الزواج في اليوم السابق). كان مهرها 3000 فلورين ذهبي (حوالي 500000 دولار أمريكي).
زجها أورسيني، الذي تم وصفه بأنه غريب وصاحب نظرات مخيفة وخالٍ من أي ثقة بنفسه، كان ربيب أدريانا دي ميلا، ابن عم ثالث للكردينال رودريغو بورجيا، الذي كان آنذاك نائبًا لرئيس الكنيسة. وفقًا لماريا بيلونسي، من غير المؤكد أن البابا رودريجو بورجيا (البابا ألكسندر السادس) وقع في حب جوليا وقرر جعلها عشيقته. ما هو معروف هو أن أدريانا دي ميلا أعطت موافقتها في نهاية المطاف على علاقة رودريغو بورجيا وجوليا فارنيزي من كي يظفر ابنها بمنصب أعلى داخل الفاتيكان. بحلول نوفمبر 1493، كانت جوليا تعيش مع أدريانا دي ميلا وابنة البابا لوكريسيا بورجيا في قصر تم بناؤه بجوار الفاتيكان حيث يمكن للبابا أن يقوم بزياراته السرية بسهولة. ترددت الشائعات حول هذه القضية على نطاق واسع بين القيل والقال في ذلك الوقت، وأشير إلى جوليا على أنها «عاهرة البابا» أو ساخرة باسم «عروس المسيح». أصبحت جوليا ولوكريزيا صديقتين مقربين.
بعض الكتّاب والمؤلفين مثل مايكل دي لا بيدويير يشككون في وضعها المزعوم كعشيقة.
من خلال العلاقة الحميمة مع البابا، تمكنت جوليا من جعل البابا يعيّن شقيقها اليساندرو (الذي سيصبح بولس الثالث في المستقبل) كاردينالاً عام 1493.
توفيت جوليا في منزل شقيقها، الكاردينال أليساندرو. كانت تبلغ من العمر 50 عامًا. سبب وفاتها غير معروف.
بعد ذلك بعشر سنوات، اعتلى شقيقها العرش البابوي باسم البابا بولس الثالث. كان لدى لورا ونيكولو ثلاثة أبناء وقد ورثوا لاحقاً ممتلكات عائلة أورسيني.